# Đồng Thái (phường)
Đồng Thái là một phường thuộc quận An Dương, thành phố Hải Phòng, Việt Nam.

## Địa lý
Phường Đồng Thái có vị trí địa lý:
- Phía đông giáp quận Kiến An
- Phía tây giáp phường An Hải và phường Lê Lợi
- Phía nam giáp phường Hồng Thái và quận Kiến An
- Phía bắc giáp phường An Đồng và phường Lê Lợi.

Phường Đồng Thái có diện tích 5,61 km², dân số năm 2023 là 15.187 người, mật độ dân số đạt 2.707 người/km².

## Hành chính
Phường Đồng Thái được chia thành 6 tổ dân phố: Bạch Mai, Hoàng Mai, Kiến Phong, Minh Kha, Tê Chử, Văn Phong.

## Lịch sử
Trước năm 1945, địa bàn xã Đồng Thái thuộc tổng Văn Cú và tổng Đồng Dụ. 
Sau năm 1945, thành lập các xã:
- Thành lập xã Hoàng Mai trên cơ sở làng Hoàng Mai.
- Thành lập xã Thái Học trên cơ sở 3 làng: Kiến Phong, Bạch Mai, Tê Chử.
- Thành lập xã Đồng Minh trên cơ sở làng Minh Kha.
- Thành lập xã Đồng Xuân trên cơ sở 4 làng: Văn Phong, Văn Tra, Văn Cú, Vĩnh Khê.

Đầu năm 1950, thành lập xã Đồng Thái trên cơ sở 4 xã: Hoàng Mai, Thái Học, Đồng Minh và Đồng Xuân.
Tháng 7 năm 1951, sáp nhập xã Hùng Vương vào xã Đồng Thái.
Ngày 7 tháng 4 năm 1966, Chính phủ ban hành Quyết định số 67-CP về việc thành lập huyện An Hải trên cơ sở huyện An Dương và huyện Hải An. Khi đó, xã Đồng Thái thuộc huyện An Hải.
Ngày 14 tháng 2 năm 1987, Hội đồng Bộ trưởng ban hành Quyết định số 33C-HĐBT về việc thành lập thị trấn An Dương trên cơ sở điều chỉnh 12,41 ha đất và 217 nhân khẩu của xã Đồng Thái.
Sau khi phân vạch địa giới hành chính, xã Đồng Thái còn lại 493,69 ha đất và 5.646 nhân khẩu.
Ngày 20 tháng 12 năm 2002, Chính phủ ban hành Nghị định số 106/2002/NĐ-CP về việc chuyển xã Đồng Thái thuộc huyện An Hải về huyện An Dương mới đổi tên quản lý.
Tính đến ngày 31 tháng 12 năm 2022, xã Đồng Thái có 6 thôn: Minh Kha, Văn Phong, Kiến Phong, Bạch Mai, Tê Chử, Hoàng Mai.
Ngày 24 tháng 10 năm 2024, Ủy ban Thường vụ Quốc hội ban hành Nghị quyết số 1232/NQ-UBTVQH15 về việc sắp xếp đơn vị hành chính cấp huyện, cấp xã của thành phố Hải Phòng giai đoạn 2023 – 2025 (nghị quyết có hiệu lực từ ngày 1 tháng 1 năm 2025). Theo đó, thành lập phường Đồng Thái thuộc quận An Dương trên cơ sở toàn bộ 5,61 km² diện tích tự nhiên và quy mô dân số là 15.187 người của xã Đồng Thái.